# Badoon
Los Badoon son una especie alienígena reptil ficticia que aparece en los cómics estadounidenses publicados por Marvel Comics. Se caracterizan por tener un cisma entre los géneros, como resultado la raza se dividió en dos sociedades independientes, La Hermandad de Badoon (gobernados por un "Hermano Real") y Las Hermanas de Badoon (gobernadas por la Reina).
La Hermandad reside en el planeta Moord, en el sistema estelar de Lomora mientras que la Hermandad reside en el mundo natal de Badoon en Lotiara (Capella II, también conocido como "Swampworld"), a 42,2 años luz de la Tierra.

## Historial de publicaciones
El Badoon apareció por primera vez en Silver Surfer #2 y fueron creados por Stan Lee y John Buscema.

## Historia
Los Badoon son más antiguos que los Kree y los Skrull. Había un odio natural entre los dos sexos, y lucharon entre sí en largas guerras. Con el tiempo, los hombres ganaron, colocando a las hembras en cautiverio. Los hombres desarrollaron la tecnología y abandonaron Lotiara, regresando sólo cuando su unidad de apareamiento había hecho lo necesario. Los machos se convirtieron en conquistadores de mundos, mientras que las hembras se volvieron pacíficas, contentas de permanecer en paz en su mundo natal e ignorando a los machos que abarcan imperios.
Entre los intentos de conquista de La Hermandad son los Zen Whoberi , y el mundo extradimensional de Polemachus. Se ha sabido que ellos formaron alianzas con los Brood (contra los Shi'ar y superhumanos de la Tierra), los Kree (contra los Skrulls), y Byrrah de la Atlántida. También fueron responsables del asesinato de una mujer que se habría convertido en la mayor constructora de la paz del universo.
Los intentos de los Badoon de invadir la Tierra han sido superados por Silver Surfer, Namor, y los Nuevos Guerreros. También se les opusieron las fuerzas combinadas de los X-Men, los Cuatro Fantásticos y Arkon para liberar el mundo natal de Arkon y evitar una invasión del imperio Shi'ar.
En el momento de la Ola de Aniquilación, el Imperio Badoon controlaba el 37.7% de la Vía Láctea. A pesar de esto, los Badoon son considerados una especie de menor importancia. El viajero del tiempo Major Victory advirtió a los Guardianes de la Galaxia que tienen que tomar en serio a los Badoon, tan pronto se convertirán en la mayor amenaza militar en la galaxia.
Los Inhumanos y los Kree más tarde forman una alianza con los Badoon junto con los Centurianos, los Temibles Espectros y los Kymellianos. Fueron puestos a través del mismo procedimiento experimental por lo que no pueden ser perjudicados por Terrigen Mist. Los Badoons estuvieron presentes en la luna de la Tierra al regreso de Rayo Negro y cuando la profecía de las cuatro ciudades se conozca.
La moneda de Badoon Exfulgence es el Kreull.

## Tecnología
La Hermandad es capaz de viajar por el espacio más rápido que la luz, y también poseen la tecnología de camuflaje personal. Emplean una pistola de partículas de mano llamado el "arma básica". Aunque los hombres suelen llevar poca ropa, algunos soldados llevan un explosivo "frag-tanga" que destruye aproximadamente diez enemigos cercanos una vez que el Badoon es derribado.
También poseen un cyborg grande y musculoso que utilizan a veces en combate personal llamado el "Monstruo de Badoon". El Badoon reforzará sus fuerzas con soldados Zom: los cadáveres de las víctimas se convirtieron en guerreros cyborg.

## Badoons conocidos
- Aladi No Eke - Reina de los Badoons y miembro de los Inhumanos Universales.
- Hermano Royal - Miembro de la Hermandad de Badoon. Él comanda al "Monstruo de Badoon".
- Czar-Doon - Un Badoon que trabajó con Thanos. En una vida anterior, fue miembro de Ravagers de Yondu.
- Dara Ko Eke - Un Badoon que es un miembro de la Brigada de Inhumanos Universales de la Luz. Ella opera bajo el nombre de Todo lo sabe.
- Drang - líder Badoon de las fuerzas conquistadoras del sistema solar de la Tierra en el siglo 31.
- Droom - Líder de la Hermandad en el siglo 31.
- Durge - Badoon del siglo 31, que intentó reconquistar la Tierra transmitiendo "Realitee-Vee" y adictando a sus habitantes.
- Maestro Ecallaw - el último miembro de la Alianza Intergaláctica de la Tierra-93112. Fue el mentor de Maxam y Zhang para viajar en el tiempo y matar a Adam Warlock, para detener a Magus.
- Frack - cazarrecompensas de la tripulación de Knot. Hermano gemelo de Frick.
- Frick - cazarrecompensas de la tripulación de Knot. Hermano gemelo de Frack.
- Knot - cazarrecompensas criminal que intentó obtener la gema de Mandalay de un orfanato, pero fue absorbido por el vacío del espacio donde probablemente encontró su fin.[21]
- Kodor - cazarrecompensas Badoon que siguió al asesino en masa Cazon hasta la Tierra. Se asoció con She-Hulk y Jazinda para condenarlo.
- Koord - gobernador de la Tierra, durante su ocupación en el siglo 31. Fue asesinado por Martinex.
- L'Matto - Un Badoon que fue uno de los anfitriones de Capitán Universo. Él ejercía el Poder Enigma para evitar que los Guardianes de la Galaxia exterminaran a los Badoons.
- L’Wit - la hija del hermano real.
- Manat - El Embajador Manat representó a la Hermandad en el Consejo Intergaláctico.
- Maul - Soldado Badoon que invadió Júpiter.
- Maz - Soldado Badoon que invadió Júpiter.
- Mud-Ah - miembro de los Cazadores de Sandorr, cazarrecompensas que intentaron capturar a los Inhumanos.[22]Él, junto con la mayor parte del grupo de cazadores, murió mientras se retiraba.
- Muer - Soldado de la fuerza invasora plutoniana Badoon, en el siglo 31.[23]
- Thumbnail - Matón mercenario que siguió a Knot como su músculo, intentaron obtener la Gema de Mandalay cuando probablemente encontraron su fin.[21]
- Tiberius - un huérfano badoon que fue mantenido cautivo por su propia gente. El fue liberado por Star-Lord mientras escapaba.[21]
- Tolaria- Líder de la Hermandad en el siglo 31.
- Voord Bloodeye - Deidad Badoon, el dios de las decapitaciones que fue asesinado por Gorr el Carnicero de Dioses hace unos 500 años.
- Y’Gaar - Actual hermano real de Badoon Exfulgence.
- Yur - Badoon del siglo 31 que intentó capturar a Charlie-27 en Plutón.

## Otras versiones

### Tierra-691
La Hermandad está más estrechamente relacionada con los Guardianes de la Galaxia de la Tierra-691. En esta realidad, la Tierra se enfrentó en una guerra contra ellos en el siglo 30 hasta que la Tierra y sus colonias del sistema solar fueron conquistados en el año 3007, y muchas razas fueron casi todos eliminados. Los Guardianes de la Galaxia se componen de diferentes especies, y elaborado por Halcón Estelar. El ser humano Michael Korvac, se unió a los Badoon y se convirtió en un cyborg. El Sistema Solar fue liberado por la intervención de las Hermanas de Badoon en el año 3014. Casi toda la información sobre las Hermanas viene de los encuentros con los Guardianes de la Galaxia en esta línea de tiempo. No está del todo claro si esta historia del origen se aplica a las Hermanas del presente.

### Tierra-93112
En la Tierra-93112, el Badoon Ecclaw fue uno de los últimos supervivientes de la Alianza Intergaláctica que fue destruido por el Mago. Es más conocido como el mentor del superhéroe Maxam.

### Vengadores por siempre
En otra línea de tiempo, los Badoon fueron conquistados por Kang el Conquistador.

## En otros medios

### Televisión
- Los Badoon se mencionan en el episodio de Avengers Assemble "El Día Libre de Hulk". Los Vengadores luchan contra Badoon-Cylek, un experimento genético parásito que Badoon dejó atrás en el Área Azul de la Luna que estaba causando fenómenos meteorológicos en la Tierra. Primero se remonta a la luna después de que un fragmento de ella fuera vomitado fuera de Hulk. Durante la lucha en la Luna, Hulk fue capaz de derrotar a Badoon-Cylek al arrancarla de la Luna.

## Otras lecturas
- Brother Royal en el Marvel Appendix

- Datos: Q4841080